# سونداست
سِوِنداست (به انگلیسی: Sevendust) یک گروه هوی متال آمریکایی که کار خود را از سال ۱۹۹۲ شروع کرد و تاکنون ۸ آلبوم رسمی، ۲۵ تک‌آهنگ، ۴ کنسرت حرفه‌ای و ۲ کالکشن منتشر کرد.
گروه سونداست خیلی زود از گروه‌های محبوب در آمریکا شد، به خاطر انتشار آلبوم‌های "سونداست" و "میزبان" که فروش خوبی را در آن زمان داشتند. سونداست با قرار گرفتن در فستیوال‌هایی نظیر "وودستاک ۹۹" و "آزفست" به شهرت خود افزود. گروه یک ترانهٔ آکوستیک در سال ۱۹۹۹ به نام "فرزند فرشته" منتشر و آن را تقدیم به "لاین استریت" (خوانندهٔ گروه اسنات که در تصادف رانندگی جان خود را از دست داد) کرد و همچنین به اجراهای تلویزیونی پرداخت. سومین آلبوم گروه "دشمنی" نام دارد که پنج تک‌آهنگ را به همراه داشت. آهنگ‌های این آلبوم مدت زیادی نسبت به آلبوم‌هایی قبلی داشت که تعداد آن‌ها به سیزده ترک رسید. چهارمین آلبوم گروه "فصل ها" نام دارد که به عقیدهٔ منتقدین، از جمله بهترین آلبوم‌های راک سال شناخته شد و ۴ تک‌آهنگ را به همراه داشت. حدود دو سال بعد از انتشار این آلبوم، کلینت لووری گروه را ترک کرد و به گروه "دارک نیو دی" منحلق شد. سونداست یک کنسرت آکوستیک قبل از رفتن "لووری" منتشر کرد. کمتر از سه ماه از رفتن "کلینت لووری"، گیتاریست سابق گروه "اسنات"، "سانی مایو" جای او را گرفت. او به همراه گروه پنجمین آلبوم استودیویی را منتشر کرد که انتظار می رفت این آخرین آلبوم گروه باشد. اما در اصل این شایعه‌ای بیش نبود و در اواخر سال ۲۰۰۶ گروه در سایت رسمی شان اعلام کرد که قرار است به استودیو برگردد و ششمین آلبوم را با نام "آلفا" ضبط کند و همین اتفاق هم افتاد. "آلفا" در لیست پر فروش‌ترین آلبوم‌های راک ماه قرار گرفت. آهنگ‌های "خوراندن" و "رانده شده" مورد استفاده بازی محبوب "دبلیو دبلیو ای اسمکداون در مقابل راو" قرار گرفت. چند ماه بعد از انتشار این آلبوم، گروه یک لایو آلبوم به نام ""Retrospective ۲"" که شامل پشت صحنه‌های ضبط دو آلبوم پیشین بود منتشر کرد. هفتمین آلبوم گروه "امید و اندوه" نام دارد. این یک آلبوم متفاوت نسبت به آلبوم‌های قبلی بود. بعد از انتشار این آلبوم گیتاریست "سانی مایو" (گیتاریستی که در سال ۲۰۰۴ جای کلینت لووری را گرفته بود) جای خود را به "کلینت لووری" (گیتارست سابق سونداست) داد. در اواخر سال ۲۰۰۸ گروه یک کالکشن آهنگ‌های آلبوم‌های سابق خود را منتشر کرد. هشتمین آلبوم رسمی گروه خاطره روزگار سرد در ۲۰ آوریل ۲۰۱۰ منتشر شد.
آلبوم جدید گروه با نام "خاموشی خورشید" در 26 مارس 2013 منتشر شد.

## اعضای گروه
لجون ویترسپون : خواننده
جان کانولی : ریتم گیتار
کلینت لووری : لید گیتار
وینس هورنزبی : گیتار بیس
مورگان روس : درامز